# Lorenne Teixeira
Lorenne Maria Geraldo Teixeira, född 8 januari 1996 i Conselheiro Lafaiete, Brasilien, är en volleybollspelare (vänsterspiker). Hon spelar i Brasiliens landslag och har spelat med olika klubbar i Brasilien.
Med landslaget har hon bland annat tagit silver vid VM 2022 och vunnit sydamerikanska mästerskapet 2019 och  2021. Vid mästerskapet 2019 utsågs hon till mest värdefulla spelare. På klubbnivå har hon blivit både brasiliansk och sydamerikansk mästare.